# Ivești (Vaslui)
Ivești è un comune della Romania di 2 869 abitanti, ubicato nel distretto di Vaslui, nella regione storica della Moldavia. 
Nel 2003 si sono staccati da Ivești i villaggi di Belcești, Pogonești e Polocin, andati a formare il comune di Pogonești.